# Ченто
Ченто је насеље у Италији у округу Ферара, региону Емилија-Ромања.
Према процени из 2011. у насељу је живело 18191 становника. Насеље се налази на надморској висини од 17 м.

## Становништво
| 1951.  | 1961.  | 1971.  | 1981.  | 1991.  | 2001.  | 2011.  |
| ------ | ------ | ------ | ------ | ------ | ------ | ------ |
| 23.958 | 24.901 | 27.091 | 29.233 | 29.033 | 29.297 | 34.723 |

## Партнерски градови
- Столни Београд
- Маратеа
- Vicente López Partido